# أويل سيتي (لويزيانا)
أويل سيتي (بالإنجليزية: Oil City, Louisiana)‏ هي بلدة أمريكية تقع في الولايات المتحدة في لويزيانا. يقدر عدد سكانها بـ 1,008 نسمة .

## التركيبة السكانية
حدّد مكتب تعداد الولايات المتحدة بيانات التركيبة السكانية لأويل سيتي في تعداد الولايات المتحدة. في ما يلي، التركيبة السكانية حسب تعدادي 2000 و2010.

### تعداد عام 2000
بلغ عدد سكان أويل سيتي 1,219 نسمة بحسب تعداد عام 2000، وبلغ عدد الأسر 480 أسرة وعدد العائلات 311 عائلة مقيمة في المدينة. في حين سجلت الكثافة السكانية 255 نسمة لكل كيلومتر مربع (660.4/ميل2). وبلغ عدد الوحدات السكنية 542 وحدة بمتوسط كثافة قدره 113.4 لكل كيلومتر مربع (293.7/ميل2).
وتوزع التركيب العرقي للمدينة بنسبة 55.13% من البيض و44.05% من الأمريكيين الأفارقة و0.08% من الأمريكيين الأصليين و0.74% من عرقين مختلطين أو أكثر و1.72% من الهسبانيون أو اللاتينيون من أي عرق.
بلغ عدد الأسر 480 أسرة كانت نسبة 39.6% منها لديها أطفال تحت سن الثامنة عشر تعيش معهم، وبلغت نسبة الأزواج القاطنين مع بعضهم البعض 38.5% من أصل المجموع الكلي للأسر، ونسبة 21.2% من الأسر كان لديها معيلات من الإناث دون وجود شريك،  بينما كانت نسبة 5% من الأسر لديها معيلون من الذكور دون وجود شريكة وكانت نسبة 35.2% من غير العائلات. تألفت نسبة 33.3% من أصل جميع الأسر من عدة أفراد يعيشون في نفس المنزل ونسبة 16.2% كانت تتألف من شخص يعيش بمفرده يبلغ من العمر 65 عاماً أو أكثر. وبلغ متوسط حجم الأسرة المعيشية 2.54، أما متوسط حجم العائلات فبلغ 3.27.
بلغ العمر الوسطي للسكان 30.4 عاماً. وكانت نسبة 32.2% من القاطنين تحت سن الثامنة عشر، وكانت نسبة 10.4% بين الثامنة عشر والرابعة والعشرين عاماً، ونسبة 26.4% كانت واقعةً في الفئة العمرية ما بين الخامسة والعشرين والرابعة والأربعين عاماً، ونسبة 18.1% كانت ما بين الخامسة والأربعين والرابعة والستين، ونسبة 12.9% كانت ضمن فئة الخامسة والستين عاماً فما فوق. يوجد لكل 100 أنثى 83.9 ذكر، ويوجد لكل 100 أنثى في الثامنة عشر من عمرها فما فوق 80.2 ذكر.
بلغ متوسط دخل الأسرة في المدينة 19,375 دولارًا، أما متوسط دخل العائلة فبلغ 25,114 دولارًا. وكان متوسط دخل الذكور 23,516 دولارًا مقابل 15,667 دولارًا للإناث. وسجل دخل الفرد الخاص بالمدينة 9,697 دولارًا. وكانت نسبة 28.8% من العائلات ونسبة 35.9% من السكان تحت خط الفقر، وكان من هؤلاء نسبة 48.2% تحت سن الثامنة عشر ونسبة 28.4% في الخامسة والستين من العمر وما فوق.

### تعداد عام 2010
بلغ عدد سكان أويل سيتي 1,008 نسمة بحسب تعداد عام 2010، وبلغ عدد الأسر 418 أسرة وعدد العائلات 262 عائلة مقيمة في المدينة. في حين سجلت الكثافة السكانية 210.9 نسمة لكل كيلومتر مربع (546.2/ميل2). وبلغ عدد الوحدات السكنية 477 وحدة بمتوسط كثافة قدره 99.8 لكل كيلومتر مربع (258.5/ميل2).
وتوزع التركيب العرقي للمدينة بنسبة 56.85% من البيض و40.48% من الأمريكيين الأفارقة و0.60% من الأمريكيين الأصليين و0.40% من الأمريكيين ذوي الأصول الآسيوية و0.10% من الأعراق الأخرى و1.59% من عرقين مختلطين أو أكثر و0.60% من الهسبانيون أو اللاتينيون من أي عرق.
بلغ عدد الأسر 418 أسرة كانت نسبة 37.8% منها لديها أطفال تحت سن الثامنة عشر تعيش معهم، وبلغت نسبة الأزواج القاطنين مع بعضهم البعض 30.6% من أصل المجموع الكلي للأسر، ونسبة 24.9% من الأسر كان لديها معيلات من الإناث دون وجود شريك،  بينما كانت نسبة 7.2% من الأسر لديها معيلون من الذكور دون وجود شريكة وكانت نسبة 37.3% من غير العائلات. تألفت نسبة 32.8% من أصل جميع الأسر من عدة أفراد يعيشون في نفس المنزل ونسبة 13.2% كانت تتألف من شخص يعيش بمفرده يبلغ من العمر 65 عاماً أو أكثر. وبلغ متوسط حجم الأسرة المعيشية 2.41، أما متوسط حجم العائلات فبلغ 3.02.
بلغ العمر الوسطي للسكان 31.9 عاماً. وكانت نسبة 28.2% من القاطنين تحت سن الثامنة عشر، وكانت نسبة 12% بين الثامنة عشر والرابعة والعشرين عاماً، ونسبة 22.1% كانت واقعةً في الفئة العمرية ما بين الخامسة والعشرين والرابعة والأربعين عاماً، ونسبة 24.5% كانت ما بين الخامسة والأربعين والرابعة والستين، ونسبة 13.2% كانت ضمن فئة الخامسة والستين عاماً فما فوق. وتوزع التركيب الجنسي للسكان بنسبة 47.1% ذكور و52.9% إناث.